# MANTIS (protuzračni sustav)
MANTIS, prije također i sustav za zaštitu malog dometa C-RAM (NBS C-RAM), je stacionarni sustav protuzračne obrane kratkog dometa. Osim klasičnih protuzračnih ciljeva poput zrakoplova i helikoptera, može se koristiti protiv malih ciljeva poput dronova /UAV-a i navođenih projektila kao i protiv takozvanih RAM ciljeva (raketa, topničkih granata i minobacača). Naziv MANTIS sastoji se od prvih slova engleskog izraza Modular, Automatic and Network capable Targeting and Interception System, koji opisuje osnovna svojstva sustava. Rheinmetall Air Defense plasira sustav na međunarodno tržište pod zaštićenim imenom MANTIS NBS C-RAM.

## Razvoj
Bundeswehr je testirao modularni protuzračni oružani sustav Skyshield u prosincu 2004. na poligonu za gađanje zračnih ciljeva u Todendorfu. Zbog dobrih rezultata krenulo se s daljnjim razvojem. U ožujku 2007., Bundeswehr je naručio Rheinmetall Air Defence (bivši Oerlikon Contraves) da razvije sustav zaštite na malom dometu (NBS) protiv RAM ciljeva. Razlog tome bili su razni napadi raketama i minobacačkim granatama na kampove njemačkog Bundeswehra u Mazar-e Sharifu i Kundusu (Afganistan). Vrijednost narudžbe za razvoj bila je 48 milijuna eura, a potpisana je u travnju 2007. u Saveznom uredu za obrambenu tehnologiju i nabavu u Koblenzu. Rheinmetall Air Defence razvio je 35 mm revolverski top GDF 020, radar za upravljanje paljbom i zapovjedni centar na temelju automatskog topa od 35 mm koji Oerlikon Contraves desetljećima koristi za protuzračnu obranu.

## Nabava
U svibnju 2009. Odbor za proračun njemačkog Bundestaga odlučio je kupiti dva NBS-C-RAM sustava za njemačke oružane snage po ukupnoj cijeni od 136 milijuna eura. Dva su sustava isporučena u svibnju 2013.

## Opis
Protuavionski oružani sustav MANTIS je modularan i može se fleksibilno prilagoditi veličini i okruženju štićenog objekta i u osnovi se sastoji od operativno-paljnog centra (BFZ), dva radarska senzora i do osam povezanih topova GDF-020. Razmatra se integracija MANTIS-a u “Air Defense System” (SysFla).

### Operativno središte (BFZ)
BFZ je smješten u kontejneru koji se može produžiti (kontejner tri u jedan) tvrtke steep GmbH (bivši Serco GmbH) i njime upravljaju u smjenama 24 sata dnevno (24/7) četiri vojnika, s tri vojnika za nadzor situacije u zračnom prostoru kao i za rad oružja i senzora i vodi ih zapovjednik. Sustavom se uglavnom upravlja na visoko automatiziran način. Zbog zakonskih zahtjeva potpuno automatizirana borba protiv ciljeva nije predviđena, operacija od strane ljudi je neophodna iz sigurnosnih razloga. Vrijeme reakcije potrebno za borbu protiv RAM meta predstavlja pravi izazov za posadu BFZ-a. BFZ se može umrežiti s različitim podatkovnim i komunikacijskim mrežama kako bi se poboljšala svijest o situaciji i kako bi se moglo identificirati i pratiti približavanje ciljeva. Bundeswehr stoga planira spojiti radar srednjeg/dugog dometa na BFZ uz senzor MANTIS.

### Senzorska jedinica NBS
Za uspješnu RAM borbu, MANTIS je povezan s najmanje jednim radarskim senzorom, koji je posebno optimiziran za otkrivanje i praćenje ciljeva čiji je radarski presjek (RCS/radarski presjek) vrlo mali. Radar MANTIS je navodno sposoban detektirati mete s RCS-om znatno ispod 0,01 m² na udaljenosti do oko 20 km. Jedan ili više dodatnih senzora služe samo kao redundancija, za zatvaranje rupa u radarskoj pokrivenosti (radarska sjena) ili za razlikovanje dubine traženja cilja.

### 35mm GDF 020 top
Kupolasti top GDF-020, temeljen na topu 35/1000, jednocijevni je bespilotni protuzračni top kalibra 35×228 mm. Pištolj stoji na standardnoj ISO 1D platformi kontejner/paleta s otiskom od 2.988 mm × 2.435 mm i kao takav se može utovariti na odgovarajuća vozila. Top ima ukupnu duljinu od 5.526 mm, širinu 2.435 mm  i visinu od 2.088 mm. Masa je 5.350 kg odnosno sa streljivom 5800 kg. Horizontalni raspon zakretanja je 360°, elevacija cijevi je od -15° do +85°. Brzina paljbe je 1.000 metaka u minuti nakon što je zatvarač kupole postigao punu brzinu rotacije, tj. nakon nekoliko hitaca. Kao C-RAM sustav, top je napunjen streljivom AHEAD (moderno streljivo sšrapnelima). Maksimalni domet je 5 km protiv sporog zrakoplova ili zrakoplova koji ne mijenja jasno kurs i oko 3 km protiv streljiva.
Top GDF-020 opremljen je zaštitnim omotačem cijevi kako bi se spriječilo deformiranje cijevi pištolja zbog vremenskih uvjeta (npr. izravne sunčeve svjetlosti). Na bubanj revolvera može se utjecati i uređajem za grijanje i hlađenje. Nekoliko temperaturnih senzora kontinuirano mjeri temperaturu u topu i prosljeđuje te podatke BFZ-u. To je neophodno kako bi se postigla preciznost potrebna za gađanje malih i sićušnih ciljeva udaljenih nekoliko kilometara.
Ciljni napad uvijek se izvodi s dva topa, pri čemu bi jedan  trebao biti dovoljan, a drugi je kao rezerva. Svaki top ispaljuje salvo do 36 metaka. Duljinu salve konfigurira operater. Odmah po izlasku iz cijevi mjeri se brzina metka i programira vremenski osigurač u dnu metka AHEAD. Konkretno za misiju, svaki AHEAD metak ispušta veliki broj volframovih projektila od 3,3 g 10-30 m ispred mete, uzrokujući formaciju u obliku malog oblaka namijenjenog uništenju ili rušenju mete. Međutim, većina podprojektila promašuje ili probija cilj i ugrožava ljude na tlu. Pogoci u glavu tako gustim projektilom od 3,3 g (ekvivalent metku iz jurišne puške od 5,56 mm) mogu biti smrtonosni. To zahtijeva procjene rizika i, pod određenim okolnostima, blokiranje područja za obrambenu vatru.

## Protuavionski sustav (SysFla)
Uz planirani sustav protuzračne obrane (SysFla), Bundeswehr će dobiti najsuvremeniji sustav protuzračne obrane koji treba osigurati sveobuhvatnu zaštitu vojnika na rasporedu od prijetnji iz zraka. Spektar koji pokriva ovaj sustav će se kretati od malih meta do raketa i projektila velikog kalibra, kao i klasičnih meta poput helikoptera i borbenih zrakoplova. Kao dio SysFla, elementi MANTIS-a trebaju biti integrirani u njega. 